# Primera División (Chile) 1978
Die Primera División 1978, auch unter dem Namen 1978 Campeonato Nacional de Fútbol Profesional bekannt, war die 46. Saison der Primera División, der höchsten Spielklasse im Fußball in Chile.
Die Meisterschaft gewann das Team von CD Palestino, das sich damit für die Copa Libertadores 1979 qualifizierte. Es war der zweite Meisterschaftstitel für den Klub. Zudem qualifizierte sich auch Unión Española für die Copa Libertadores, das sich in der Liguilla durchsetzen konnte. Der Tabellenletzte Rangers de Talca und der Tabellenvorletzte CD Huachipato stiegen in die zweite Liga ab. Die Copa Chile wurde in diesem Jahr nicht ausgespielt.

## Modus
Die 18 Teams spielen jeder gegen jeden mit Hin- und Rückspiel. Meister ist die Mannschaft mit den meisten Punkten und qualifiziert sich für die Copa Libertadores. Bei Punktgleichheit entscheidet ein Entscheidungsspiel um die bessere Position, wenn es um die Meisterschaft oder um den Klassenerhalt geht. In den anderen Fällen entscheidet das Torverhältnis. Der Letzte und Vorletzte der Tabelle steigen in die zweite Liga ab. Die zwei Teams auf den Plätzen 15 und 16 spielen eine Relegationsliguilla mit zwei Zweitligisten, von denen in der kommenden Saison die beiden besten Teams erstklassig spielen, die anderen beiden Teams zweitklassig. Die Vereine auf den Tabellenplätzen 2 bis 5 spielen eine Liguilla um den zweiten Startplatz der Copa Libertadores. Bei Punktgleichheit gibt es ein Entscheidungsspiel.

## Teilnehmer
Für die Absteiger Regional Antofagasta, Deportes Ovalle und Santiago Wanderers spielen Aufsteiger Coquimbo Unido, CD Cobreloa und Rangers de Talca in dieser Primera División-Saison. Folgende Vereine nahmen daher an der Meisterschaft 1978 teil:
| Mannschaft           | Stadt             |
| -------------------- | ----------------- |
| Audax Italiano       | Santiago de Chile |
| CD Aviación          | Santiago de Chile |
| CD Cobreloa          | Calama            |
| CSD Colo-Colo        | Santiago de Chile |
| Coquimbo Unido       | Coquimbo          |
| Deportes Concepción  | Concepción        |
| Green Cross Temuco   | Temuco            |
| Everton              | Viña del Mar      |
| CD Huachipato        | Talcahuano        |
| Lota Schwager        | Coronel           |
| Deportivo Ñublense   | Chillán           |
| CD O’Higgins         | Rancagua          |
| CD Palestino         | Santiago de Chile |
| Rangers de Talca     | Talca             |
| Santiago Morning     | Santiago de Chile |
| Unión Española       | Santiago de Chile |
| Universidad Católica | Santiago de Chile |
| Universidad de Chile | Santiago de Chile |

## Tabelle
| Pl.                       | Verein               | Sp. | S  | U  | N  | Tore    | Diff. | Punkte |
| ------------------------- | -------------------- | --- | -- | -- | -- | ------- | ----- | ------ |
| 1.                        | CD Palestino (P)     | 34  | 23 | 7  | 4  | 073:320 | +41   | 53     |
| 2.                        | CD Cobreloa (N)      | 34  | 22 | 5  | 7  | 069:370 | +32   | 49     |
| 3.                        | CD O’Higgins         | 34  | 17 | 8  | 9  | 064:390 | +25   | 42     |
| 4.                        | Unión Española (M)   | 34  | 17 | 7  | 10 | 052:410 | +11   | 41     |
| 5.                        | Everton              | 34  | 14 | 12 | 8  | 055:400 | +15   | 40     |
| 6.                        | CSD Colo-Colo        | 34  | 15 | 7  | 12 | 062:550 | +7    | 37     |
| 7.                        | Universidad de Chile | 34  | 11 | 14 | 9  | 041:330 | +8    | 36     |
| 8.                        | CD Aviación          | 34  | 12 | 10 | 12 | 048:530 | −5    | 34     |
| 9.                        | Universidad Católica | 34  | 11 | 11 | 12 | 043:370 | +6    | 33     |
| 10.                       | Deportes Concepción  | 34  | 12 | 9  | 13 | 044:470 | −3    | 33     |
| 11.                       | Lota Schwager        | 34  | 9  | 15 | 10 | 033:420 | −9    | 33     |
| 12.                       | Audax Italiano       | 34  | 10 | 12 | 12 | 036:390 | −3    | 32     |
| 13.                       | Green Cross Temuco   | 34  | 10 | 12 | 12 | 052:570 | −5    | 32     |
| 14.                       | Santiago Morning     | 34  | 10 | 12 | 12 | 043:490 | −6    | 32     |
| 15.                       | Deportivo Ñublense   | 34  | 10 | 10 | 14 | 034:490 | −15   | 30     |
| 16.                       | Coquimbo Unido (N)   | 34  | 8  | 8  | 18 | 038:560 | −18   | 24     |
| 17.                       | CD Huachipato        | 34  | 5  | 7  | 22 | 026:550 | −29   | 17     |
| 18.                       | Rangers de Talca (N) | 34  | 5  | 4  | 25 | 027:840 | −57   | 14     |
| Quelle: , Stand: Endstand |                      |     |    |    |    |         |       |        |

| (M) | Vorjahresmeister     |
| (P) | Vorjahrespokalsieger |
| (N) | Aufsteiger           |

## Beste Torschützen
| Rang | Spieler            | Klub               | Tore |
| ---- | ------------------ | ------------------ | ---- |
| 1    | Óscar Fabbiani     | CD Palestino       | 35   |
| 2    | Luis Alberto Ramos | Green Cross Temuco | 25   |
| 3    | Luis Miranda       | Unión Española     | 19   |
|      | Miguel Ángel Neira | CD O’Higgins       | 19   |
| 5    | Luis Ahumada       | CD Cobreloa        | 18   |

## Liguilla um die Copa Libertadores
| Pl. | Verein             | Sp. | S | U | N | Tore    | Diff. | Punkte |
| --- | ------------------ | --- | - | - | - | ------- | ----- | ------ |
| 1.  | Unión Española (M) | 3   | 2 | 0 | 1 | 004:200 | +2    | 04     |
| 2.  | CD O’Higgins       | 3   | 2 | 0 | 1 | 003:200 | +1    | 04     |
| 3.  | Everton            | 3   | 1 | 1 | 1 | 002:300 | −1    | 03     |
| 4.  | CD Cobreloa (N)    | 3   | 0 | 1 | 2 | 003:500 | −2    | 01     |

## Entscheidungsspiel um die Teilnahme an der Copa Libertadores
|                | Ergebnis  |              |
| -------------- | --------- | ------------ |
| Unión Española | 2:2 n. V. | CD O’Higgins |

Das Spiel fand am 12. Dezember 1978 im Estadio Nacional in Santiago de Chile statt. Aufgrund des Unentschiedens nach 120 Spielminuten wurde die bessere Platzierung in der Ligatabelle herangezogen. Daher qualifizierte CD O’Higgins für die Copa Libertadores 1979.

## Relegationsliguilla
| Pl. | Verein                 | Sp. | S | U | N | Tore    | Diff. | Punkte |
| --- | ---------------------- | --- | - | - | - | ------- | ----- | ------ |
| 1.  | Coquimbo Unido (1)     | 3   | 2 | 1 | 0 | 009:600 | +3    | 05     |
| 2.  | Deportivo Ñublense (1) | 3   | 2 | 0 | 1 | 007:500 | +2    | 04     |
| 3.  | Deportes Ovalle (2)    | 3   | 0 | 2 | 1 | 006:800 | −2    | 02     |
| 4.  | CD Magallanes (2)      | 3   | 0 | 1 | 2 | 005:800 | −3    | 01     |